# L'Exil de Sharra
L'Exil de Sharra (titre original : Sharra's Exile) est un roman du Cycle de Ténébreuse, écrit par Marion Zimmer Bradley, publié en 1981.